# Johann Strauss starejši
Johann Strauss starejši, s polnim imenom Johann Baptist Strauss - oče, avstrijski violinist, dirigent in romantični skladatelj, * 14. marec 1804, Leopoldstadt na Dunaju, † 25. september 1849, Dunaj.

## Življenjepis
Straussovi starši, Franz Borgias Strauss (1764 - 1816) in Barbara Dollmann (1770 - 1811), so bili gostilničarji (gostišče se je imenovalo Zum Heiligen Florian). Njegov ded Johann Michael Strauss (1720-1800) je bil židovskega porekla. Mati mu je umrla za kugo ko je bil star sedem let. Njegov oče se je utopil v Donavi, ko je bil star 12 let. Njegov skrbnik je postal Anton Müller, ki ga je kot pripravnika leta 1817 vključil v knjigoveznico Johann Lichtscheidl. Poleg vajeništva se je učil tudi igranja na violino in violo pri Polyschanskem, glasbeno teorijo pa pri Ignazu von Seyfriedu. Vajeništvo je zaključil leta 1822 kot pomočnik.
Že zelo zgodaj je začel nastopati v gostilniških triih (Schankterzett). Leta 1824 so ga vpoklicali v vojsko, vendar se je tudi tam ukvarjal z glasbo.
Skupaj s Franzom Lanerjem je igral v godbi bratov Scholl. Lanner je leta 1825 ustanovil lastno godbo, v kateri je igral tudi Strauss. Postal je namestnik dirigenta orkestra in pomagal Lannerju. Kasneje sta se ločila. Strauss začasno ni mogel ustanoviti lastne godbe, ker mu je to prepovedovala pogodba s skrbnikom. 
Leta 1826 se je začel javno ukvarjati s skladanjem in leta 1827 ustanovil lastno godbo. Nastopal je po lokalih v Leopoldstadtu. Leta 1832 je postal dirigent godbe 1. meščanskega regimenta in leta 1835 direktor za glasbo na dvornih plesih. Postal je eden od najbolj znanih plesnih skladateljev na Dunaju, hodil pa je tudi na turneje s svojo skupino v Nemčijo, na Nizozemsko, v Belgijo in Veliko Britanijo. Dirigiranje in upravljanje "Straussovega orkestra" je sčasoma prešlo v roke njegovih sinov vse do razpustitve leta 1901.
Strauss se je poročil z Mario Anno Streim leta 1825 v župnijski cerkvi Liechtenthal na Dunaju. Zakonska zveza je sčasoma postala nezadovoljiva predvsme zaradi njegovih daljših odsotnosti zaradi pogostih potovanj v tujini. Leta 1834 si je Strauss omislil ljubico Emilie Trampusch, s katero je imel šest otrok. Anna Maria Strauss je iztožila ločitev in omogočila nadaljnje glasbeno izobraževanje Johanna Straussa mlajšega, kar mu je omogočilo razviti svoje sposobnosti kot skladatelja.
Johann Strauss starejši je znan kot oče valčka, njegove melodije pa so preproste in prijetne, naslanjajo se na dunajsko ljudsko glasbo. Na potovanju po Franciji leta 1837 je slišal za četvorko in jih začel pisati tudi sam. Postala je zelo priljubljena tudi v Avstriji.
Njegovi trije sinovi Johann Strauss mlajši, Josef Strauss in Eduard Strauss so prav tako postali glasbeniki. Johann je postal celo njegov resen tekmec. Imel je tudi dve hčerki, Anno, rojeno leta 1829 in Thereso, rojeno leta 1831.
Napisal je 152 valčkov, 32 kvadrilje, 13 polk in 18 koračnic. 
Njegovo najbolj znano delo je koračnica Radetzkega (Radetzkymarsch).

## Delo
Johann Strauss starejši je napisal 152 valčkov, 32 četvork, 13 polke in 18 maršev.

### Marši
- Radetzky Marsch op. 228 (1848)
- Jelačić Marsch op. 244

### Četvorke
- Jubel-Quadrille op. 130
- Louisen-Quadrille op. 234

### Polke
- Seufzer-Galopp op. 9, Chinesischer-Galopp op. 20, Einzugs-Galopp op. 35, Sperl-Galopp op. 42, Fortuna-Galopp op. 69, Reise-Galopp op. 85,
- Ballnacht-Galopp op. 86, Jugendfeuer-Galopp op. 90, Cachucha-Galopp op. 97, Indianer-Galopp op. 111, Sperl-Polka op. 133, Beliebte Annen-Polka op. 137,
- Salon-Polka op. 161, Eisele und Beisele Sprünge op. 202, Kathinka-Polka op. 218, Wiener Kreuzer-Polka op. 220, Piefke und Pufke Polka op. 235,
- Alice-Polka op. 238, Damen-Souvenir-Polka op. 236, Exeter Polka op. 249

### Valčki
- Täuberln-Walzer op. 1 (1826)
- Döblinger Reunion-Walzer op. 2 (1826)
- Wiener Carneval op. 3 (1827)
- Kettenbrücken-Walzer op. 4 (1827)
- Gesellschaftwalzer op. 5 (1827)
- Wiener-Launen-Walzer op. 6 (1817)
- Charmant-Walzer op. 31 (1829)
- Benifice-Walzer op. 33 (1830)
- Gute Meinung für die Tanzlust op. 34 (1830)
- Tivoli-Rutsch Walzer op. 39 (1830)
- Vive la Danse! op. 47 (1831)
- Heiter auch in ernster Zeit op. 48 (1831)
- Das Leben ein Tanz oder Der Tanz ein Leben! Walzer op. 49 (1832)
- Bajaderen Walzer op. 53
- Mein schönster Tag in Baden op. 58 (1835)
- Gabrielen-Walzer op. 68
- Elisabethen-Walzer op. 71
- Rosa-Walzer op. 76 (1836)
- Zweyte Walzer-Guirlande op. 77 (1835)
- Huldigungs-Walzer op. 80 (1836)
- Philomelen-Walzer op. 82 (1835)
- Brüssler Spitzen op. 95 (1837)
- Ball-Racketen op. 96 (1837)
- Paris-Walzer op. 101 von 1838, v Codi vsebuje del Marseillaise
- Freuden-Grüsse… op. 105 (1839)
- Wiener Gemüths-Walzer op. 116 (1840)
- Cäcilien-Walzer op. 120 (1839)
- Apollo-Walzer op. 128 (1839)
- Adelaiden-Walzer op. 129 (1841)
- Egerien-Walzer op. 134 (1842)
- Lorelei Rhein Klänge op. 154 (1843)
- Geheimnis aus der Wiener-Tanzwelt op. 176 (1845)
- Herztöne-Walzer op. 203
- Helenen-Walzer op. 204 (1848)
- Die Friedensboten op. 241